# قرار مجلس الأمن التابع للأمم المتحدة رقم 572
قرار مجلس الأمن التابع للأمم المتحدة رقم 572، الذي تم تبنيه بالإجماع في 30 سبتمبر 1985، بعد التذكير بالقرار 568 (1985) والإشارة إلى تقرير من بعثة إلى بوتسوانا عينها الأمين العام، أقر المجلس التقرير المتعلق بهجوم جنوب إفريقيا على البلاد.
وطالب القرار بتعويض بوتسوانا، وطلب المساعدة الدولية من الدول الأعضاء والمنظمات للبلد في المجالات المحددة في التقرير. كما طلب من الأمين العام إبقاء الوضع قيد المراقبة.

## روابط خارجية
- نص القرار في undocs.org